# Fumone

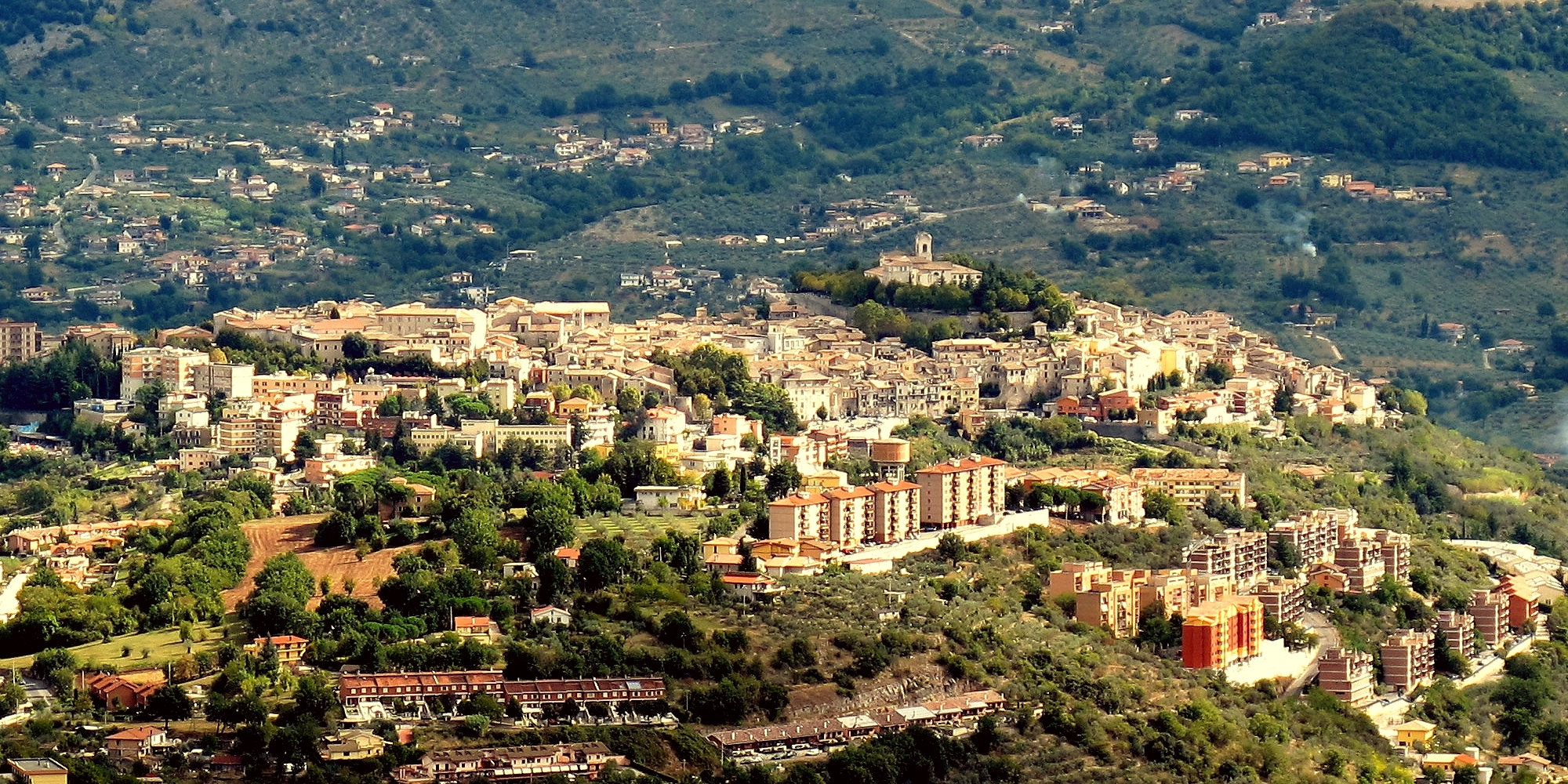

Fumone es una localidad y comune italiana de la provincia de Frosinone, región de Lacio, con 2.242 habitantes.

## Evolución demográfica
| Gráfica de evolución demográfica de Fumone entre 1861 y 2001 |
|                                                              |
| Fuente ISTAT - elaboración gráfica de Wikipedia              |